# Kriechendes Schönpolster
Das Kriechende Schönpolster (Callisia repens) ist eine Art aus der Familie der Commelinagewächse (Commelinaceae). Diese Art stammt aus Zentral- und Südamerika.

## Merkmale
Die ausdauernde Pflanze bildet kriechende Matten, die Blühtriebe sind aufsteigend. Die fleischigen Blätter werden zur Triebspitze hin kleiner. Die Blattspreite ist oval bis lanzeolat, ein bis 3,5 Zentimeter lang und 0,6 bis ein Zentimeter breit. Bei den distalen Blättern sind die Spreiten schmaler als die offenen, ausgebreiteten Blattscheiden.
Die Blütenstände sitzen in den Achseln der distalen Blätter der Blühsprosse und bestehen aus paarigen Zymen. Die Blüten sind zwittrig und geruchlos. Die Blütenhüllblätter sind unauffällig, weiß, lanzeolat und drei bis sechs Millimeter lang. Es gibt null bis sechs Staubblätter mit glatten Filamenten. Der Fruchtknoten ist zweifächrig und trägt eine pinselförmige Narbe. Es entwickeln sich Kapselfrüchte mit ein Millimeter großen Samen.
Die Chromosomenzahl beträgt 2n = 12.

## Verbreitung
Die Art ist in Amerika vom Süden der USA (Texas, Florida) über die Westindischen Inseln bis Argentinien heimisch und wächst an schattigen, felsigen oder schottrigen Stellen. In Hong Kong ist sie eingebürgert und wächst auf Hausdächern.

## Verwendung
Die Art wird gelegentlich als Topf- und Ampelpflanze verwendet. Unter dem eingetragenen Markennamen Golliwoog® wird sie als Futtermittel für Nagetiere, Vögel, Reptilien und andere Exoten angeboten. Dabei wird sich der hohe Vitamin- und Magnesiumgehalt der Pflanzen zu Nutze gemacht.

## Belege
- Eintrag in der Flora of North America
- Eintrag in der Flora of China